# Bad Traunstein
Bad Traunstein (namn före 2010: Traunstein) är en ort och kommun  i Österrike. Den ligger i distriktet Zwettl i förbundslandet Niederösterreich, 100 kilometer väster om huvudstaden Wien. 
Kommunen består av 14 orter (Ortschaften) (inom parentes invånarantal 1 januari 2024):

- Bad Traunstein (307)
- Biberschlag (34)
- Dietmanns (74)
- Gürtelberg (8)
- Haselberg (36)
- Hummelberg (71)
- Kaltenbach (81)
- Pfaffings (26)
- Prettles (18)
- Schönau (59)
- Spielberg (86)
- Stein (80)
- Walterschlag (21)
- Weidenegg (87)